# Juli-Phöniciden
Ein von der südlichen Hemisphäre aus sichtbarer Meteorstrom sind die Juli-Phöniciden. In dem Aktivitätszeitraum vom 10. Juli bis zum 16. Juli hält sich der Radiant in dem Grenzgebiet der Sternbilder Phönix und Eridanus auf.
Dieser Meteorstrom besitzt im Aktivitätsmaximum eine variable ZHR, wobei bislang eine Aktivität zwischen 3 und 10 Meteoren pro Stunde beobachtet wurden.